# Dunaiiv, Peremîșleanî
Dunaiiv (în ucraineană Дунаїв) este localitatea de reședință a comunei Dunaiiv din raionul Peremîșleanî, regiunea Liov, Ucraina.

## Demografie
Componența lingvistică a localității Dunaiiv
     Ucraineană (100%)
Conform recensământului din 2001, toată populația localității Dunaiiv era vorbitoare de ucraineană (100%).